# Beleg van Antwerpen (1646)
Het Beleg van Antwerpen vond plaats in 1646 aan het einde van de Tachtigjarige Oorlog. Het werd begonnen door stadhouder Frederik Hendrik van de Republiek der Zeven Verenigde Nederlanden.

## Aanloop
In zijn voorlaatste veldtocht sloeg Frederik Hendrik het beleg voor Antwerpen. Dit gaf de Fransen de gelegenheid zich zonder veel moeite meester te maken van steden in het Zuiden: Kortrijk, Sint-Winoksbergen, Mardijk, Veurne en Duinkerke. Zij drongen er bij de stadhouder op aan een aanslag te doen op Antwerpen, Brugge of enige andere stad, en officier D'Estrades bood Frederik Hendrik daartoe zelfs 3000 ruiters aan. Op 11 juli sloten de stadhouder en enkele belangrijke edelen een verdrag te Breda, waarin godsdienstvrijheid werd gewaarborgd in Antwerpen zodra deze stad zou zijn veroverd, maar dat de katholieken niet meer dan vier kerken mochten hebben. Omdat het zonder instemming van de Staten-Generaal was overeengekomen, wilden de heren het geheim houden. Echter werd legeraanvoerder van Wimmenum door de Staten van Holland en Zeeland onder druk gezet om het geheim te onthullen, waaraan hij toegaf; de Staten waren zeer misnoegd en weigerden achteraf het verdrag te bekrachtigen. Vooral Amsterdam vreesde dat bij een herovering van Antwerpen zij de handel weer naar zich toe zou trekken, die vooral sinds 1585 naar Amsterdam was verschoven. De stadhouder meende echter dat het politiek-militaire belang van Antwerpen voor de Republiek gewichtiger was en zette zijn plan voort.

## De veldtocht
Op 12 juli 1646 stak het Staatse leger onder aanvoering van de stadhouder de Westerschelde over en landde bij de Staatse vesting Philippine, waar de beloofde 3000 Franse soldaten zich bij hen voegden. Lange tijd slaagde men er niet in om iets van belang uit te richten. De schans Molensteeg bij Gent en het slot te Temse werden begin augustus ingenomen, en bevelhebber Jan Willem Kabeljaauw van het Staatse Fort Liefkenshoek nam samen met Jan Evertsen schans het Boerengat in, waarmee de stad Antwerpen in het nauw kwam. Maar de Zuidelijken verdedigden de stad sterk, en zonden enige welbemande schepen naar de schans en dwongen de Staatsen haar te ontruimen. Ook het slot van Temse werd verlaten, maar op verzoek van de Fransen bleven de Staatse troepen nog een tijdlang in Vlaanderen gelegerd. Frederik Hendrik moest het beleg uiteindelijk opgeven. Begin september scheepte hij het leger in naar Bergen op Zoom. Tijdens oktober trachtte men nog Venlo te belegeren, maar mede door de invallende winter mislukte ook die aanval.

## Nasleep
Eén jaar later overleed Frederik Hendrik, en nog een jaar later werd de Vrede van Munster gesloten, die de Tachtigjarige Oorlog beëindigde. De Republiek behield Fort Liefkenshoek en blokkeerde de Schelde voor de Antwerpse koophandel, om te voorkomen, daar men de stad niet kon bemachtigen, dat zij de Spaanse vijand zou bevoordelen en Amsterdam benadelen.
1567: Slag bij Oosterweel · 
1576: Spaanse Furie ·
1577: Inname van de Citadel van Antwerpen · 
1579: Slag bij Borgerhout ·
1583: Franse Furie · 
1584-85: Beleg door Farnese (Parma) · 
1585: Slag op de Kouwensteinsedijk · 
1605: Maurits I · 
1620: Maurits II · 
1623: Maurits III · 
1624: Maurits IV · 
1638: Slag bij Kallo · 
1646: Beleg door Frederik Hendrik · 
1832: Beleg door Gérard